# Emmanuel Małyński
Emmanuel Małyński, né le 8 avril 1875 et mort le 17 mai 1938 à Lausanne, est un essayiste polonais d'expression française.

## Biographie
Né dans une Pologne sous domination russe, il deviendra polonais en 1918, à l'indépendance. Il portait le titre nobiliaire de comte. Il fut l'ami de Léon de Poncins avec qui il rédigea La Guerre Occulte, son ouvrage le plus connu paru en 1936, qui est un résumé établi par de Poncins des thèses exposées dans les nombreux livres formant le cycle de La Mission du peuple de Dieu et qui se présente jusqu'au chapitre IX comme une reprise d'un précédent ouvrage, La Grande Conspiration mondiale. Dès sa parution, l'ouvrage attira l'attention de Julius Evola qui le traduisit en italien.

## Thèses
Pour Małyński, les mouvements révolutionnaires visent à une guerre religieuse plutôt que politique et s'inscrivent dans un choc séculaire et international de deux conceptions du monde antagonistes. Il a théorisé une affinité profonde entre l'extrême gauche et l'extrême droite de l'échiquier social qui ne comportent selon lui ni antithèse d'aspiration, ni irréductibilité d'intérêt.

## Œuvres
- Emmanuel Małyński et Léon de Poncins, La Guerre Occulte, 1940 (lire en ligne)
- Emmanuel Małyński, Capital Et Propriété, Éditions Saint-Remi, 2012, 704 p. (ISBN 978-2-84519-516-5)
- Emmanuel Małyński, Le Peuple-Roi, Editions Saint-Remi (ISBN 978-2-84519-512-7)
- Emmanuel Małyński, Pour Sauver L'Europe, Editions Saint-Remi (ISBN 978-2-84519-510-3)
- Emmanuel Małyński, Le Systeme Economique De L'Avenir, Saint-Remi (ISBN 978-2-84519-515-8)
- Emmanuel Małyński, Peuples, Voulez-Vous Manger Ou Être Mangés ?, Saint-Remi (ISBN 978-2-84519-511-0)
- Emmanuel Małyński, Sur La Foi. Sur L'Amour. Sur La Haine., Saint-Remi (ISBN 978-2-84519-514-1)
- Emmanuel Małyński, La Gauche Et La Droite, Saint-Remi (ISBN 978-2-84519-513-4)

### CycleLa Mission Du Peuple De Dieu
- Emmanuel Małyński, 1re partie. L'erreur du prédestiné, Éditions Saint-Remi, 2005.
- Emmanuel Małyński, 2e partie. Le réveil du maudit, Éditions Saint-Remi, 2005.
- Emmanuel Małyński, 3e partie. Le triomphe du réprouvé, Éditions Saint-Remi, 2005.
- Emmanuel Małyński, 4e partie. L'empreinte d’Israël, Éditions Saint-Remi, 2005.
- Emmanuel Małyński, 5e partie. Les éléments de l'histoire contemporaine, Éditions Saint-Remi, 2005.
- Emmanuel Małyński, 6e partie. La grande conspiration mondiale, Éditions Saint-Remi, 2005.
- Emmanuel Małyński, 7e partie. John Bull et l'oncle Sam, Éditions Saint-Remi, 2005.
- Emmanuel Małyński, 8e partie. Le colosse aux pieds d'argile, Éditions Saint-Remi, 2005.
- Emmanuel Małyński, 9e partie. Le triangle et la croix, Éditions Saint-Remi, 2005.
- Emmanuel Małyński, 10e partie. La veillée des armes, Éditions Saint-Remi, 2005.
- Emmanuel Małyński, 11e partie. La grande guerre sociale, Éditions Saint-Remi, 2005.
- Emmanuel Małyński, 12e partie. La démocratie victorieuse, Éditions Saint-Remi, 2005.
- Emmanuel Małyński, 13e partie. Le bouleversement de l'Europe, Éditions Saint-Remi, 2005.
- Emmanuel Małyński, 14e partie. Dans la galerie des glaces, Éditions Saint-Remi, 2005.
- Emmanuel Małyński, 15e partie. La nouvelle Babel, Éditions Saint-Remi, 2005.
- Emmanuel Małyński, 16e partie. Les problèmes de l'est et la petite entente, Éditions Saint-Remi, 2005.
- Emmanuel Małyński, 17e partie. La Pologne nouvelle, Éditions Saint-Remi, 2005.
- Emmanuel Małyński, 18e partie. L'aube rouge, Éditions Saint-Remi, 2005.
- Emmanuel Małyński, 19e partie. Une Main Cachée Dirige, Éditions Saint-Remi, 2005.
- Emmanuel Małyński, 20e partie. Les finalités communistes du capitalisme, Éditions Saint-Remi, 2005.
- Emmanuel Małyński, 21e partie. La grande erreur d'Alexandre II, Éditions Saint-Remi, 2005.
- Emmanuel Małyński, 22e partie. Le tsar libérateur, Fourrier du bolchevisme, Éditions Saint-Remi, 2005.
- Emmanuel Małyński, 23e partie. Alexandre III, artisan de la révolution, Éditions Saint-Remi, 2005.
- Emmanuel Małyński, 24e partie. Au seuil du cataclysme russe, Éditions Saint-Remi, 2005.
- Emmanuel Małyński, 25e partie. La fin de la Russie, Éditions Saint-Remi, 2005.